# Großer Preis von Brasilien 2008
Der Große Preis von Brasilien 2008 (offiziell Formula 1 Grande Prêmio do Brasil 2008) fand am 2. November auf dem Autódromo José Carlos Pace in São Paulo statt und war das 18. und letzte Rennen der Formel-1-Weltmeisterschaft 2008. Lewis Hamilton reichte ein fünfter Platz um sich seinen ersten von insgesamt sieben Weltmeistertiteln zu sichern.

## Berichte

### Hintergrund
Die Situation in der Fahrerweltmeisterschaft ähnelte der des Vorjahres. Wieder kam Hamilton als Weltmeisterschaftsführender nach São Paulo. 2007 verlor der Brite den Titel im letzten Rennen an Kimi Räikkönen, der das Rennen gewann, während Hamilton nur Siebter wurde. 2008 kam Hamilton (94 Punkte) mit einem Vorsprung von sieben Punkten auf Felipe Massa (87 Punkte) nach Brasilien. Bei einem Sieg des Ferrari-Piloten, musste Hamilton mindestens Fünfter werden, um den Titel zu gewinnen.
In der Konstrukteurswertung führte Ferrari mit elf Punkten vor McLaren-Mercedes und mit 21 Punkten vor BMW Sauber.
Der Grand-Prix war der letzte Start von David Coulthard, der seit 1994 in der Formel 1 am Start war. Sein Rennen war allerdings bereits nach der ersten Kurve beendet.
Mit Coulthard, Giancarlo Fisichella, Massa und Räikkönen (jeweils einmal) traten vier ehemalige Sieger zu diesem Grand Prix an.

### Training
Im ersten freien Training fuhr Massa mit 1:12,305 Minuten die schnellste Zeit, gefolgt von Hamilton und Räikkönen.
Das zweite freie Training entschied mit einer Zeit von 1:12,296 Minuten Fernando Alonso für sich. Massa wurde Zweiter, Jarno Trulli Dritter.
Im dritten freien Training setzte sich dann Alonso erneut an die Spitze mit 1:12,141 Minuten vor Hamilton und Heikki Kovalainen.

### Qualifying
Das Qualifying bestand aus drei Teilen mit einer Nettolaufzeit von 45 Minuten. Im ersten Qualifying-Segment (Q1) hatten die Fahrer 18 Minuten Zeit, um sich für das Rennen zu qualifizieren. Die besten 15 Fahrer erreichten den nächsten Teil. Massa war Schnellster. Jeweils die beiden Force-India- und Williams-Piloten sowie Jenson Button schieden aus.
Der zweite Abschnitt (Q2) dauerte 15 Minuten. Die schnellsten zehn Piloten qualifizierten sich für den dritten Teil des Qualifyings. Kovalainen war Schnellster. Beide Red Bull-Piloten, Nelson Piquet jr., Robert Kubica und Rubens Barrichello schieden aus.
Der letzte Abschnitt (Q3) ging über eine Zeit von zwölf Minuten, in denen die ersten zehn Startpositionen vergeben wurden. Massa fuhr mit einer Rundenzeit von 1:12,368 Minuten die Bestzeit vor Trulli und Räikkönen und sicherte sich so die sechste Pole-Position der Saison. Für Massa war es die 15. seiner Karriere und für Trulli bedeutete der zweite Startplatz das beste Ergebnis der Saison. Der WM-Führende Hamilton sicherte sich Startplatz vier.

### Das Rennen
Für das Rennen lag die Regenwahrscheinlichkeit laut Meteorologen bei 91 %, sodass völlige Unsicherheit herrschte. Drei Minuten vor Beginn der Einführungsrunde erwiesen sich die Prognosen als richtig und ein heftiger Sturm brach aus, der die Strecke vorübergehend überschwemmte und die Rennkommissare dazu zwang, den Start um zehn Minuten zu verschieben. Der Regen hörte so schnell auf, wie er gekommen war, aber alle Teams entschieden sich, mit Intermediate-Reifen zu starten. Auch der Start erfolgt regulär (und nicht hinter dem Safety-Car, wie manche erwartet hatten).
Zu Beginn hielten Massa, Trulli und Räikkönen ihre Positionen, Hamilton behielt seinen vierten Platz, dank Kovalainen, der seinem Teamkollegen den Übergang in die erste Kurve erleichterte. Allerdings war der Finne zu langsam und wurde zwischen der Reta Oposta und der Descida do Lago von Sebastian Vettel und Alonso überholt. In der ersten Kurve traf Nico Rosberg Coulthard und beendete damit seine Karriere auf die schlimmste Art und Weise. Piquet jr. schied ebenfalls aus und das Safety-Car fuhr auf die Strecke und blieb dort bis zur vierten Runde. Massa versuchte sofort sich abzusetzen und legte für das Rennen auf seiner Heimstrecke ein sehr hohes Tempo vor; Räikkönen versuchte dahinter zweimal, Trulli anzugreifen, konnte ihn aber nicht überholen. Mittlerweile trocknete die Strecke ab und Giancarlo Fisichella wechselte als Erster auf Trockenreifen. Als die Reifen des Römers dann konkurrenzfähig zu erscheinen begannen, stoppten Vettel und Alonso in Runde neun, gefolgt von Massa eine Runde später. Hamilton stoppte in Runde elf zusammen mit Trulli und Räikkönen und rutschte auf den siebten Platz zurück.
In der folgenden Runde machte Trulli in der ersten Kurve einen Fehler und verlor drei Positionen. In Runde 13 lag Massa somit in Führung, gefolgt von Vettel, Alonso, Räikkönen, Fisichella und Hamilton. Während die ersten drei davonzogen, ging Hamilton kein Risiko ein und begann, sich an Fisichella dranzuhängen, bevor er ihn in der ersten Kurve der 18. Runde überholte. Timo Glock überholte den Force India ebenfalls und blieb an Hamilton dran, während Sébastien Bourdais dies nicht schaffte. Stattdessen erlitt der Franzose die Rückkehr von Trulli, der ihn beim Sennas S ins Gras drängte, was dazu führte, dass er fünf Positionen verlor. Massa fuhr in Serie schnelle Runden, aber Vettel ließ sich nicht abhängen. Der Grund dafür war, dass Toro Rosso beim ersten Stopp nicht nachgetankt hatte, möglicherweise aufgrund eines Problems mit der Kraftstoffpumpe. Vettel ging somit in Runde 27 erneut an die Box und fiel auf den sechsten Platz vor Kovalainen zurück, der inzwischen Trulli und Fisichella überholen konnte.
In der Mitte des Rennens, als kein weiterer Regen zu erwarten war, schien sich die Situation zu stabilisieren: Massa hatte vier Sekunden Vorsprung auf Alonso, 14 Sekunden auf Räikkönen und etwa 20 auf das Duo Hamilton, der bequem auf einem Titelplatz lag und Glock. In der 36. Runde machte der Deutsche einen langen Stopp, um bis zum Ende durchzukommen, und rutschte auf den 14. Platz ab. In Runde 38 stoppte Massa für den zweiten Stopp und kehrte auf den vierten Platz zurück. In Runde 40 stoppten dann Alonso und Hamilton zum zweiten Mal. In der 43. Runde stoppte Räikkönen und Vettel kehrte vorübergehend auf den zweiten Platz zurück. Die Reihenfolge lautete nun Massa, Vettel, Alonso, Räikkönen, Hamilton, Mark Webber und Kovalainen.
In Runde 50 folgte dann der dritte Stopp für Vettel, der knapp hinter Hamilton zurückfiel: Der Engländer war nun Vierter und quasi Weltmeister. Während Räikkönen in Runde 60 hinter Alonso her war, hatte Vettel nun Hamilton eingeholt und der Himmel über Interlagos drohte erneut mit Regen. Der Engländer konnte es sich immer noch leisten, eine Position zu verlieren, und mit 20 Sekunden Vorsprung auf seinen ersten echten Rivalen, Glock, der hinter Kovalainen Siebter war, schien er immer noch in Sicherheit zu sein. In Runde 65 wurde der Regen stärker und in der folgenden Runde hielten Alonso, Räikkönen, Hamilton und Vettel an der Box, um die Reifen zu wechseln. Eine Runde später stoppte auch Massa. Allerdings blieb die Strecke zunächst trocken und wer noch Trockenreifen hatte, wie Glock, jetzt Vierter, schaffte es, konkurrenzfähige Zeiten zu fahren. Jetzt wurde Hamilton von Vettel belagert und konnte es sich nicht leisten, überholt zu werden. In der 69. Runde kam der Engländer in der Juncao-Kurve allerdings leicht zu weit raus und der Deutsche rutschte vorbei. In diesem Moment war Massa Weltmeister und Hamilton schien nach dem Drama von zwölf Monaten zuvor dazu bestimmt zu sein, einen weiteren Titel zu verlieren.
In den verbleibenden zwei Runden versuchte Hamilton, den fünften Platz zurückzuerobern, den er brauchte, um Weltmeister zu werden, aber Vettel kontrollierte ihn ohne allzu große Probleme. Glock startete die letzte Runde 15 Sekunden vor Hamilton, aber der Regen wurde stärker und die Strecke nasser. Während also Massa unter dem Jubel des brasilianischen Publikums als virtueller Weltmeister als Erster die Ziellinie überquerte, überholte der Engländer in Juncao erneut den aufgrund der Trockenreifen sehr langsamen Glock. Die Enttäuschung der Ferrari-Fans war so groß, dass viele von ihnen dem Deutschen lange Zeit vorwarfen, den Engländer bevorzugt zu haben, doch der objektive Vergleich seiner Rundenzeiten mit denen anderer Fahrer mit Trockenreifen unter denselben Bedingungen (z. B. Trulli) zeigten, dass der Deutsche zu diesem Zeitpunkt sein Renntempo nicht reduziert hatte.
Massa wurde mit einem Punkt Rückstand Zweiter in der Fahrerweltmeisterschaft und Ferrari gewann den Konstrukteurstitel. Für Massa sollte es der letzte Sieg seiner Formel-1-Karriere sein.

## Meldeliste
| Team                      | Nr. | Fahrer               | Chassis           | Motor                | Reifen |
| ------------------------- | --- | -------------------- | ----------------- | -------------------- | ------ |
| Scuderia Ferrari Marlboro | 01  | Kimi Räikkönen       | Ferrari F2008     | Ferrari 2.4 V8       | B      |
| Scuderia Ferrari Marlboro | 02  | Felipe Massa         | Ferrari F2008     | Ferrari 2.4 V8       | B      |
| BMW Sauber F1 Team        | 03  | Nick Heidfeld        | BMW Sauber F1.08  | BMW 2.4 V8           | B      |
| BMW Sauber F1 Team        | 04  | Robert Kubica        | BMW Sauber F1.08  | BMW 2.4 V8           | B      |
| ING Renault F1 Team       | 05  | Fernando Alonso      | Renault R28       | Renault 2.4 V8       | B      |
| ING Renault F1 Team       | 06  | Nelson Piquet jr.    | Renault R28       | Renault 2.4 V8       | B      |
| AT&T Williams             | 07  | Nico Rosberg         | Williams FW30     | Toyota 2.4 V8        | B      |
| AT&T Williams             | 08  | Kazuki Nakajima      | Williams FW30     | Toyota 2.4 V8        | B      |
| Red Bull Racing           | 09  | ! David Coulthard    | Red Bull RB4      | Renault 2.4 V8       | B      |
| Red Bull Racing           | 10  | Mark Webber          | Red Bull RB4      | Renault 2.4 V8       | B      |
| Panasonic Toyota Racing   | 11  | Jarno Trulli         | Toyota TF108      | Toyota 2.4 V8        | B      |
| Panasonic Toyota Racing   | 12  | Timo Glock           | Toyota TF108      | Toyota 2.4 V8        | B      |
| Scuderia Toro Rosso       | 14  | Sébastien Bourdais   | Toro Rosso STR2B  | Ferrari 2.4 V8       | B      |
| Scuderia Toro Rosso       | 15  | Sebastian Vettel     | Toro Rosso STR2B  | Ferrari 2.4 V8       | B      |
| Honda Racing F1 Team      | 16  | Jenson Button        | Honda RA108       | Honda 2.4 V8         | B      |
| Honda Racing F1 Team      | 17  | Rubens Barrichello   | Honda RA108       | Honda 2.4 V8         | B      |
| Force India F1 Team       | 20  | Adrian Sutil         | Force India VJM01 | Ferrari 2.4 V8       | B      |
| Force India F1 Team       | 21  | Giancarlo Fisichella | Force India VJM01 | Ferrari 2.4 V8       | B      |
| Vodafone McLaren Mercedes | 22  | Lewis Hamilton       | McLaren MP4-23    | Mercedes-Benz 2.4 V8 | B      |
| Vodafone McLaren Mercedes | 23  | Heikki Kovalainen    | McLaren MP4-23    | Mercedes-Benz 2.4 V8 | B      |

Anmerkungen
1. ↑  McLaren-Mercedes fiel aufgrund einer Strafe infolge der Spionage-Affäre automatisch auf die letzte Position in der Teamrangliste

## Klassifikationen

### Qualifying
| Pos. | Fahrer               | Konstrukteur        | Q1       | Q2       | Q3       | Start |
| ---- | -------------------- | ------------------- | -------- | -------- | -------- | ----- |
| 01   | Felipe Massa         | Ferrari             | 1:11,830 | 1:11,909 | 1:12,368 | 01    |
| 02   | Jarno Trulli         | Toyota              | 1:12,226 | 1:12,107 | 1:12,737 | 02    |
| 03   | Kimi Räikkönen       | Ferrari             | 1:12,083 | 1:11,950 | 1:12,825 | 03    |
| 04   | Lewis Hamilton       | McLaren-Mercedes    | 1:12,213 | 1:11,856 | 1:12,830 | 04    |
| 05   | Heikki Kovalainen    | McLaren-Mercedes    | 1:12,366 | 1:11,768 | 1:12,917 | 05    |
| 06   | Fernando Alonso      | Renault             | 1:12,214 | 1:12,090 | 1:12,967 | 06    |
| 07   | Sebastian Vettel     | Toro Rosso-Ferrari  | 1:12,390 | 1:11,845 | 1:13,082 | 07    |
| 08   | Nick Heidfeld        | BMW Sauber          | 1:12,371 | 1:12,026 | 1:13,297 | 08    |
| 09   | Sébastien Bourdais   | Toro Rosso-Ferrari  | 1:12,498 | 1:12,075 | 1:14,105 | 09    |
| 10   | Timo Glock           | Toyota              | 1:12,223 | 1:11,909 | 1:14,230 | 10    |
| 11   | Nelson Piquet junior | Renault             | 1:12,348 | 1:12,137 | –        | 11    |
| 12   | Mark Webber          | Red Bull-Renault    | 1:12,409 | 1:12,289 | –        | 12    |
| 13   | Robert Kubica        | BMW Sauber          | 1:12,381 | 1:12,300 | –        | 13    |
| 14   | David Coulthard      | Red Bull-Renault    | 1:12,690 | 1:12,717 | –        | 14    |
| 15   | Rubens Barrichello   | Honda               | 1:12,548 | 1:13,139 | –        | 15    |
| 16   | Kazuki Nakajima      | Williams-Toyota     | 1:12,800 | –        | –        | 16    |
| 17   | Jenson Button        | Honda Racing        | 1:12,810 | –        | –        | 17    |
| 18   | Nico Rosberg         | Williams-Toyota     | 1:13,002 | –        | –        | 18    |
| 19   | Giancarlo Fisichella | Force India-Ferrari | 1:13,426 | –        | –        | 19    |
| 20   | Adrian Sutil         | Force India-Ferrari | 1:13,508 | –        | –        | 20    |

### Rennen
| Pos. | Fahrer               | Konstrukteur        | Runden | Stopps | Zeit        | Start | Schnellste Runde |
| ---- | -------------------- | ------------------- | ------ | ------ | ----------- | ----- | ---------------- |
| 01   | Felipe Massa         | Ferrari             | 71     | 3      | 1:34:11,435 | 01    | 1:13,736 (36.)   |
| 02   | Fernando Alonso      | Renault             | 71     | 3      | + 13,298    | 06    | 1:14,229 (39.)   |
| 03   | Kimi Räikkönen       | Ferrari             | 71     | 3      | + 16,235    | 03    | 1:14,117 (59.)   |
| 04   | Sebastian Vettel     | Toro Rosso-Ferrari  | 71     | 4      | + 38,011    | 07    | 1:14,214 (25.)   |
| 05   | Lewis Hamilton       | McLaren-Mercedes    | 71     | 3      | + 38,907    | 04    | 1:14,159 (31.)   |
| 06   | Timo Glock           | Toyota              | 71     | 2      | + 44,368    | 10    | 1:14,057 (32.)   |
| 07   | Heikki Kovalainen    | McLaren-Mercedes    | 71     | 3      | + 55,074    | 05    | 1:14,207 (36.)   |
| 08   | Jarno Trulli         | Toyota              | 71     | 2      | + 1:08,463  | 02    | 1:14,167 (40.)   |
| 09   | Mark Webber          | Red Bull-Renault    | 71     | 3      | + 1:19,666  | 12    | 1:15,033 (40.)   |
| 10   | Nick Heidfeld        | BMW Sauber          | 70     | 3      | + 1 Runde   | 08    | 1:14,652 (41.)   |
| 11   | Robert Kubica        | BMW Sauber          | 70     | 3      | + 1 Runde   | 13    | 1:14,375 (61.)   |
| 12   | Nico Rosberg         | Williams-Toyota     | 70     | 3      | + 1 Runde   | 18    | 1:14,934 (35.)   |
| 13   | Jenson Button        | Honda               | 70     | 4      | + 1 Runde   | 17    | 1:14,759 (59.)   |
| 14   | Sébastien Bourdais   | Toro Rosso-Ferrari  | 70     | 3      | + 1 Runde   | 09    | 1:14,951 (57.)   |
| 15   | Rubens Barrichello   | Honda               | 70     | 4      | + 1 Runde   | 15    | 1:15,414 (35.)   |
| 16   | Adrian Sutil         | Force India-Ferrari | 69     | 3      | + 2 Runden  | 20    | 1:15,773 (60.)   |
| 17   | Kazuki Nakajima      | Williams-Toyota     | 69     | 3      | + 2 Runden  | 16    | 1:15,865 (50.)   |
| 18   | Giancarlo Fisichella | Force India-Ferrari | 69     | 3      | + 2 Runden  | 19    | 1:15,212 (36.)   |
| –    | Nelson Piquet junior | Renault             | 0      | 0      | DNF         | 11    | –                |
| –    | David Coulthard      | Red Bull-Renault    | 0      | 0      | DNF         | 14    | –                |

## WM-Stände nach dem Rennen
Die ersten acht des Rennens bekamen 10, 8, 6, 5, 4, 3, 2 bzw. 1 Punkt(e).

### Fahrerwertung
| Pos. | Fahrer            | Konstrukteur       | Punkte |
| ---- | ----------------- | ------------------ | ------ |
| 01   | Lewis Hamilton    | McLaren-Mercedes   | 98     |
| 02   | Felipe Massa      | Ferrari            | 97     |
| 03   | Kimi Räikkönen    | Ferrari            | 75     |
| 04   | Robert Kubica     | BMW Sauber         | 75     |
| 05   | Fernando Alonso   | Renault            | 61     |
| 06   | Nick Heidfeld     | BMW Sauber         | 60     |
| 07   | Heikki Kovalainen | McLaren-Mercedes   | 53     |
| 08   | Sebastian Vettel  | Toro Rosso-Ferrari | 35     |
| 09   | Jarno Trulli      | Toyota             | 31     |
| 10   | Timo Glock        | Toyota             | 25     |
| 11   | Mark Webber       | Red Bull-Renault   | 21     |

| Pos. | Fahrer               | Konstrukteur        | Punkte |
| ---- | -------------------- | ------------------- | ------ |
| 12   | Nelson Piquet junior | Renault             | 19     |
| 13   | Nico Rosberg         | Williams-Toyota     | 17     |
| 14   | Rubens Barrichello   | Honda               | 11     |
| 15   | Kazuki Nakajima      | Williams-Toyota     | 9      |
| 16   | David Coulthard      | Red Bull-Renault    | 8      |
| 17   | Sébastien Bourdais   | Toro Rosso-Ferrari  | 4      |
| 18   | Jenson Button        | Honda               | 3      |
| 19   | Giancarlo Fisichella | Force India-Ferrari | 0      |
| 20   | Adrian Sutil         | Force India-Ferrari | 0      |
| 21   | Takuma Satō          | Super Aguri-Honda   | 0      |
| 22   | Anthony Davidson     | Super Aguri-Honda   | 0      |

### Konstrukteurswertung
| Pos. | Konstrukteur       | Punkte |
| ---- | ------------------ | ------ |
| 01   | Ferrari            | 172    |
| 02   | McLaren-Mercedes   | 151    |
| 03   | BMW Sauber         | 135    |
| 04   | Renault            | 80     |
| 05   | Toyota             | 56     |
| 06   | Toro Rosso-Ferrari | 39     |

| Pos. | Konstrukteur        | Punkte |
| ---- | ------------------- | ------ |
| 07   | Red Bull-Renault    | 29     |
| 08   | Williams-Toyota     | 26     |
| 09   | Honda               | 14     |
| 10   | Force India-Ferrari | 0      |
| 11   | Super Aguri-Honda   | 0      |